# Тягны-Рядно, Александр Рэмович
Александр Рэмович Тягны-Рядно (род. 20 февраля 1956, Москва) — российский фотограф, почётный член и секретарь Союза фотохудожников России, член Союза журналистов России и Международной Федерации художников ЮНЕСКО, куратор и блогер. Автор ряда фото-туров. Более 60 персональных выставок в Великобритании, Испании, Италии, России, Франции, Азербайджане и Украине .

## Биография
Родился в 1956 году в Москве. Окончил Московский авиационный институт, работал инженером-конструктором, видеоинженером, затем окончил факультет Факультет журналистики МГУ.
С 1984 года работал в прессе в качестве фотографа и фоторедактора в журналах «Журналист», «Меценат», «Moscow Magazine», «Fly&Drive», «Travel+Leisure», газетах «НТР», «Советская культура», «Известия», «Собеседник».
Сотрудничал с изданиями и агентствами в России и за рубежом, среди которых журналы «Магеллан», «Вояж», «Стас», Итоги", «ВИП», «Континенталь», «7 дней», «ТВ ПАРК», «Лиза», «Она И Он», «НЮ», «Digital Camera», «Homes & Gardens»,"Домой", «Автопилот», «Огонёк», «Путь», «ELLE», «Новое время», «Вестник Европы», «PREMIERE», «PARENTS», «Антураж», «Вокруг света», «Gala», «GEO», «Салон», «Колокол», «Forbes», «Медиарынок», «Фотомагазин», «ZOOM», «ФОТОTREVEL», «Персона», «Аэропорт», «Тренд», «VIVA», агентства «БЕГЕМОТ», «ДИРЕКТ-ДИЗАЙН», «T.R.I.P.», «ЛОКАТОР», «EASTERN COMMUNICATION», «ФОТОСОЮЗ», «AGENCY.PHOTOGRAPHER.RU». «AFP», «ANA».
Им проведено более 70 персональных выставок и 15 кураторских проектов.
Муж поэтессы Татьяны Щербины.

## Книги
- «Святослав Фёдоров», издательство «Планета»
- «Елена Образцова», издательство «АПН»
- «Сто лучших ресторанов Москвы», издательство «Вагриус»
- «Утренние острова», издательство «Пента»
- «Норильск», издательство «Пента»
- «Страницы…», издательство «Пента»
- «Сибирь на все времена», издательство «Пента»
- «Когалым. Жемчужина Сибири», издательство «Пента»
- «Ярославль.1000», издательство «Пента»
- «Франция: Магический шестиугольник», издательство АСТ
- «Фотография», издательство «Зебра-Е»
- «Пятьдесят городов», издательство «Зебра-Е»
- «Иерусалимский синдром», издательство «Зебра-Е»
- «Горячая Армения», издательство «Зебра-Е»
- «Полёт над гнездом Грифона», издательство «Зебра-Е».
- «Фотография — образ жизни — фотография», издательство «РУСС ПРЕСС ФОТО"», 2016.

## Отзывы критики
Можно сказать, что именно из таких, как Александр Тягны-Рядно, и сформировалось первое поколение постсоветских фотографов, которым не надо было преодолевать идеологических препон: они могли снимать то и таким образом, что и как выбирали сами. Игорь Шевелёв.

Фотограф Александр Тягны-Рядно — человек внешне спокойный и взвешенный. Неторопливый. И обладающий устойчивой и очень серьёзной репутацией в профессиональных кругах. Он — один из мэтров отечественной фотографии. Правда, массовому потребителю фотографии Александр известен не слишком. Даже мало известен. Объяснить это явление несложно: Тягны-Рядно практически не снимает светских персон, звёзд и звёздочек. Он неторопливо и методично делает своё дело. А в том, что фотография — дело серьёзное, Александр уверен твёрдо… Дмитрий Стахов.

Тягны-Рядно — стесняться в выражениях не будем — культовый фотограф. Входит в шорт-лист самых известных и профессиональных. Работает в манере репортажной съёмки, но
не в жёстких рамках жанра. Екатерина Дробязко..

В качестве примера современного пейзажа высочайшего уровня можно привести многие работы Александра Тягны-Рядно… Так что равняться можно не только на мэтров прошлых веков, но и на совершенно живых мастеров. Игорь Нарижный..